# بنو واقد (یمن)
 بنو واقد  دهستانی است در ناخیهٔ (الجعفریة)، وأعمال ریمة، از توابع استان استان صَنعاء در کشور یمن در شبه جزیره عربستان است.

## جمعیت
جمعیت آن ( ۵۳۱۲ ) نفر (۳۶ خانوار) می‌باشد.

## روستاها
روستاهای توابع این دهستان عبارتنداز:
- روستای المصبحی
- روستای الربیعی
- روستای طَیاَش
- روستای سافَل
- روستای السخمة

## منبع
- المقحفی، ابراهیم، احمد ، (مُعجَم المُدُن وَالقَبائِل الیَمَنِیَة) ، منشورات دار الحکمة، صنعاء، چاپ پنجم، وانتشار سال ۱۹۸۵ میلادی به (عربی).